# Leptotarsus kadeni
Leptotarsus kadeni är en tvåvingeart som först beskrevs av Alexander 1941.  Leptotarsus kadeni ingår i släktet Leptotarsus och familjen storharkrankar.
Artens utbredningsområde är Venezuela. Inga underarter finns listade i Catalogue of Life.